# أزوما ساكاموتو
أزوما ساكاموتو (باليابانية: 坂本梓馬؛ بالكانا: さかもと あずま) هي مؤدية صوت يابانية، (ولدت في فوكوشيما في اليابان 1984  م).

## وصلات خارجية
- أزوما ساكاموتو على موقع IMDb (الإنجليزية)
- أزوما ساكاموتو على موقع ANN person (الإنجليزية)